# Ophiochondrus armatus
Ophiochondrus armatus är en ormstjärneart som först beskrevs av Jean Baptiste François René Koehler 1979.  Ophiochondrus armatus ingår i släktet Ophiochondrus och familjen Hemieuryalidae. Inga underarter finns listade i Catalogue of Life.